# MÁV 442 sorozat
A MÁV 442 sorozatú szertartályos gőzmozdonyok a MÁV elővárosi, személyvonati forgalomban alkalmazott mozdonytípusa volt.

## Története
A budapesti elővárosi vonatok növekvő forgalmát a MÁV 342 sorozatú gőzmozdonyainak teljesítménye nem bírta, ezért a MÁV nagyobb, erősebb mozdonyok forgalomba állítása mellett döntött. A nagyobb teljesítményű MÁV 442 sorozatú mozdonyokat a Magyar Királyi Állami Vas-, Acél- és Gépgyáraktól (MÁVAG) szerezte be a vasúti vállalat.  Az teljesítmény növelését nagyobb Brotan-kazánnal és ennek megfelelő gépezet alkalmazásával oldották meg. A gépezet négy hajtótengelyesre bővült, hogy a tengelyterhelés a megengedett 14 tonna körül maradjon, sőt, hasonló okok miatt csökkentett, 9 m³ vízkészlettel lehetett a mozdonyokat kiszerelni. A mozdony sík pályán 600 t, 7 ‰ emelkedésű pályán 530 t elegyet tudott továbbítani 60 km/h sebességgel, a legnagyobb sebessége sík terepen, még 270 t terheléssel is 85 km/h volt.
A mozdonyok  évtizedeken át elővárosi és személyszállító vonatokat továbbítottak, amíg a korszerű vontatási módok bevetése nélkülözhetővé nem tette őket. Valamennyi ilyen sorozatú mozdonyt selejteztek 1972-ben. A 442,013 pályaszámú gőzmozdony a budapesti Magyar Vasúttörténeti Parkban van kiállítva.

## Technikai jellegzetesség
A mozdonyokat a MÁV 342 sorozatának nagyobb, erősebb változatának lehet tekinteni, de különös módon, a kazán nyomását 12 bar-ra csökkentették a „kisebbik” sorozathoz képest.
A sorozat mozdonyai között jelentős különbségek voltak, úgymint az első tíz gőzmozdonyt kis-, a többit nagy füstcsöves kivitelűre építették, továbbá különbségek voltak a futóműben is, az első széria Krauss–Helmholtz típusú, forgóvázba épített futótengellyel, a többi Adams-rendszerű futótengellyel épült. Az Adams-rendszerű futótengelyes mozdonyok tengelyek közötti hossza 10 700 mm volt, a Krauss–Helmholtz-féle forgóvázas mozdonyok ennél valamivel rövidebbek voltak.

## További információk

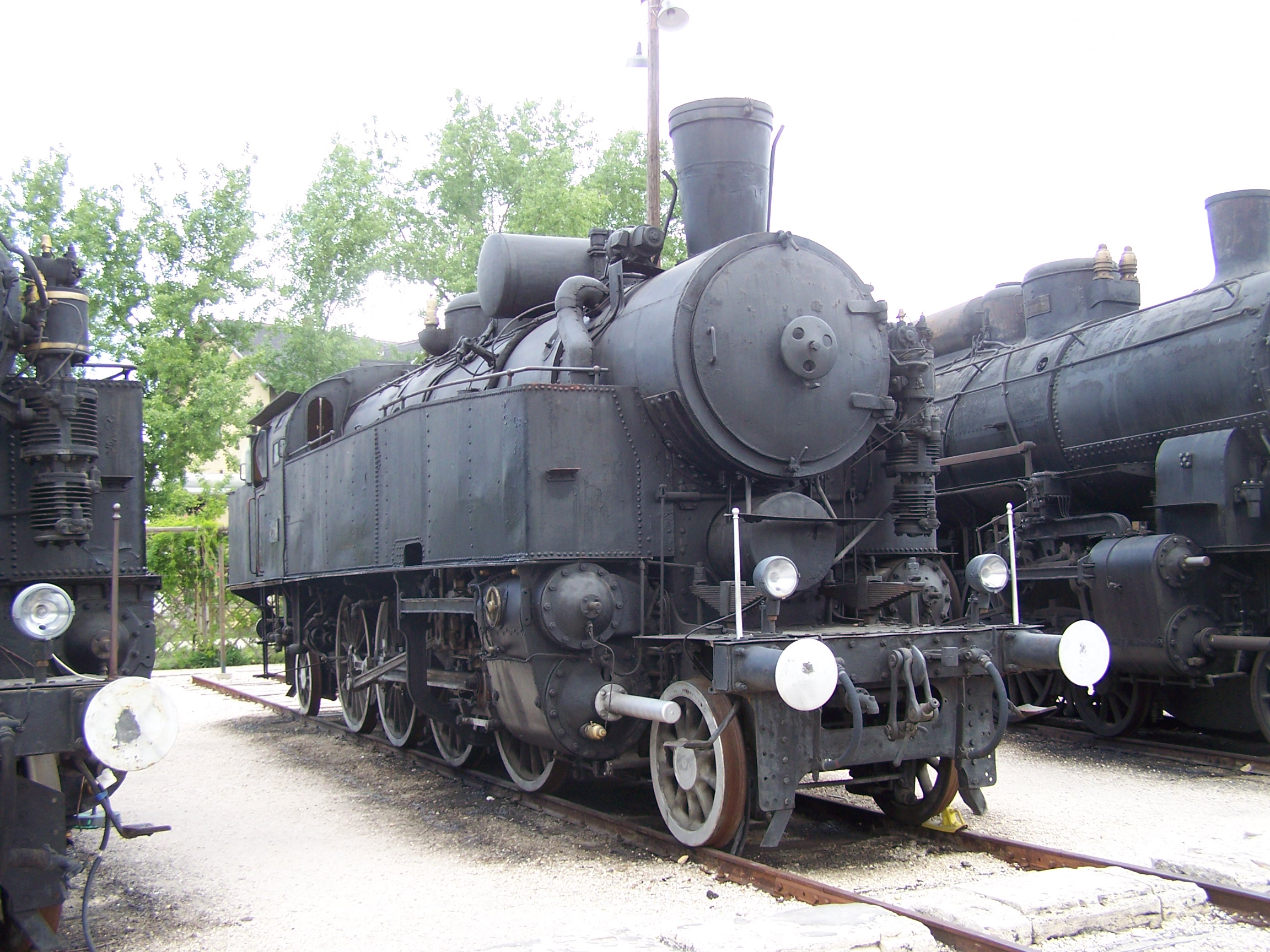
MÁV 442 a Magyar Vasúttörténeti parkban

## Fordítás
- Ez a szócikk részben vagy egészben  a   MÁV-Baureihe 442 című német Wikipédia-szócikk fordításán alapul.  Az eredeti cikk szerkesztőit annak laptörténete sorolja fel. Ez a jelzés csupán a megfogalmazás eredetét és a szerzői jogokat jelzi, nem szolgál a cikkben szereplő információk forrásmegjelöléseként.